# مسجد سوانزی

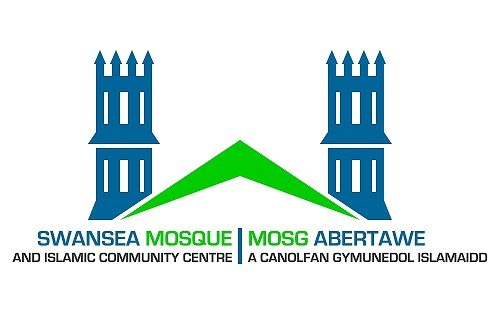
لوگوی مسجد سوانزای + مرکز اداره اسلامی سوانزی

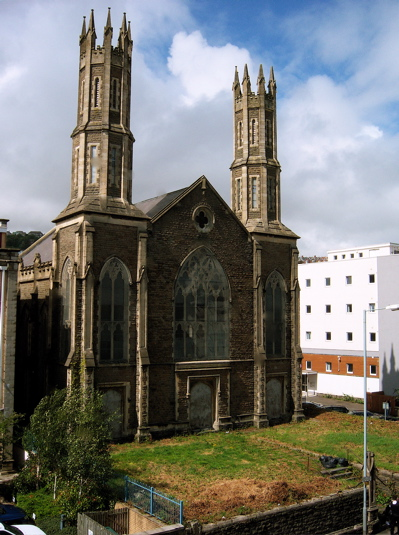
مسجد سوانزی

مسجد سوانزی (به انگلیسی: Swansea Mosque) مسجدی که در سوانزی پادشاهی متحده و در ساختمان یک شرکت تجاری با توجه به گسترش مسلمانان از دهه ۱۹۸۰ میلادی به بعد به مسجد تغییر کاربری داده‌است. در سرشماری سال ۲۰۱۱ میلادی حدود ۴۶،۰۰۰ نفر مسلمان در ولز ثبت شده‌است.